# Frontina demissa
Frontina demissa är en tvåvingeart som beskrevs av Johann Wilhelm Meigen 1838. Frontina demissa ingår i släktet Frontina och familjen parasitflugor.
Artens utbredningsområde är Tyskland. Inga underarter finns listade i Catalogue of Life.